# زورلو القابضة
زورلو القابضة (بالتركية: Zorlu holding)‏ تكتل شركات تأسست على يد محمد زورلو، يقع مقرها في إسطنبول ، تركيا، مختصة في صناعة النسيج، الطاقة، القطاع المالي، الأجهزة المنزلية والعقار.